# الرب يرى الحقيقة لكنه يمهل (رواية)
الرب يرى الحقيقة لكنه يمهل رواية قصيرة للأديب الروسي ليو تولستوي، صدرت سنة 1872، ضمن الأعمال الكاملة لتولستوي.

## مضمون الرواية
كتب تولستوي هذه الرواية القصيرة والتي تدور احداثها عن تاجر سافر من بلدتهِ للتجارة على الرغم من نصيحة زوجته بعدم السفر، وبعد أن حل الظلام دخل أحد الخانات لأجل الاستراحة، فتعرف هناك على تاجر آخر، وعند الصباح غادر التاجر الخان ليكمل طريقه، وفي الطريق أوقفته السلطات بتهمة قتل التاجر الذي ألتقى بهِ في الخان، وبعد البحث في امتعته عثروا على سكين هي الأداة التي استعملت في جريمة القتل، ولذلك سجن في أحد سجون سيبيريا لمدة 26 عاما، وتمر الأيام حتى جاء أحد المساجين الجدد والذي بعد قليل من الحوار بين السجناء تعرف على التاجر المظلوم وتذكر بأنه هو سبب دخول هذا التاجر إلى السجن، وأراد الاعتراف والاعتذار لهُ وتدور أحداث الرواية بطريقة أدبية مؤلمة. وبعد أن علمت إدارة السجن بالحقيقة أصدرت أمرا بإخلاء سبيل التاجر المظلوم وإطلاق سراحهِ، بعد مضي 26 سنة، لكنهُ مات قبل أن يرى الضوء من جديد، فقال كلمة قبل موته: الله يرى الحقيقة لكنهُ يمهل.